# Fekete Gyula (zenész)
Fekete Gyula Brúnó (Budapest, 1951. augusztus 26. – 2019. augusztus 21.) magyar zenész, zeneszerző, szövegíró. Legnagyobb népszerűségre a Hungária és a Dolly Roll együttes szaxofonosaként és énekeseként tett szert. Beceneve Szaxi Maxi.

## Pályafutása
Zenész családban született. Apja a Stúdió 11-ben baritonszaxofonozott, édesanyja pedig szimfonikus zenekarban hegedűs volt. Szülei nyomására egyszerre kezdett zongorán és hegedűn tanulni, ám mégis a szaxofon vált a legkedvesebb hangszerévé.
1965-től a One Generation zenekarban kezdett játszani, majd amikor 1968-ban megismerte Várkonyi Mátyást, megalakították a Zé-gé együttest, ahol két évig zenélt. 1971-ben a Láng Művelődési Házban találkozott először az akkor még beatzenét játszó Hungária együttes vezetőjével, Fenyő Miklóssal. Ekkor megegyeztek, hogy egy ideig együtt fognak zenélni. Tagsága idején egy kislemezük jelent meg, A. oldalon a Hosszúhajú Éva, B. oldalon a Dr. Schizofrén dalokkal. 1973-ban kivált a zenekarból.
1979-ben, amikor a Hungária együttes ismét megújult, Fekete Gyula is visszatért és ettől számíthatjuk az általa elért legnagyobb sikerek kezdetét. A „Jampi” Hungária tagjaként olyan számokban működött közre, mint pl. a Neonparádé, Randi Andi, Taxi Szaxi, Twist troli stb. A Hungária 1983-as felbomlása után automatikusan a Dolly Roll együttes tagja lett, ahol szintén sikeres dalokat énekelt (Wind szörny, Naplemente, Maria Makaroni stb.).
1990-ben kilépett a Dolly Rollból és önálló karrierbe kezdett, emellett saját kiadót alapított Maximusic néven. Zenekara ekkoriban a Szaxi Maxi Music Band. Szólókarrierje alatt írt dalai többek között a Rock and roll randevú, Tutti Frutti (magyar változat), Nem kapható stb.
1995-ben egy koncert, egy album és egy koncertalbum erejéig ismét összeállt a Hungária, akkori stúdióalbumukon (Ébredj fel, Rockandrollia) az eredeti Hungáriás megszólalásban énekelte el a Malvin és az Ördögi rock and roll című dalokat. 1998-ban a Dolly Roll eredeti felállásában énekelt a Budapest Sportcsarnokban.
Az ezt követő időszakban keveset lehetett hallani róla, éveken keresztül külföldön dolgozott.  2014-ben interjút készítettek vele „Elfelejtett dallamok” címmel. Ekkoriban egy luxushajó zenekarában dolgozott, ahol hirtelen rosszul lett, és nyaktól lefelé lebénult. Rosszullétében régóta tartó magas vérnyomása, munkájából adódó hektikus életvitele is közrejátszhatott. Nem sokkal korábban a fejét is érte sérülés. Helikopterrel vitték kórházba, ahol életmentő műtétet végeztek rajta. Mesterséges kómában tartották, majd fokozatosan javulni kezdett az állapota, de sokkal lassabban, mint azt előzőleg gondolták.

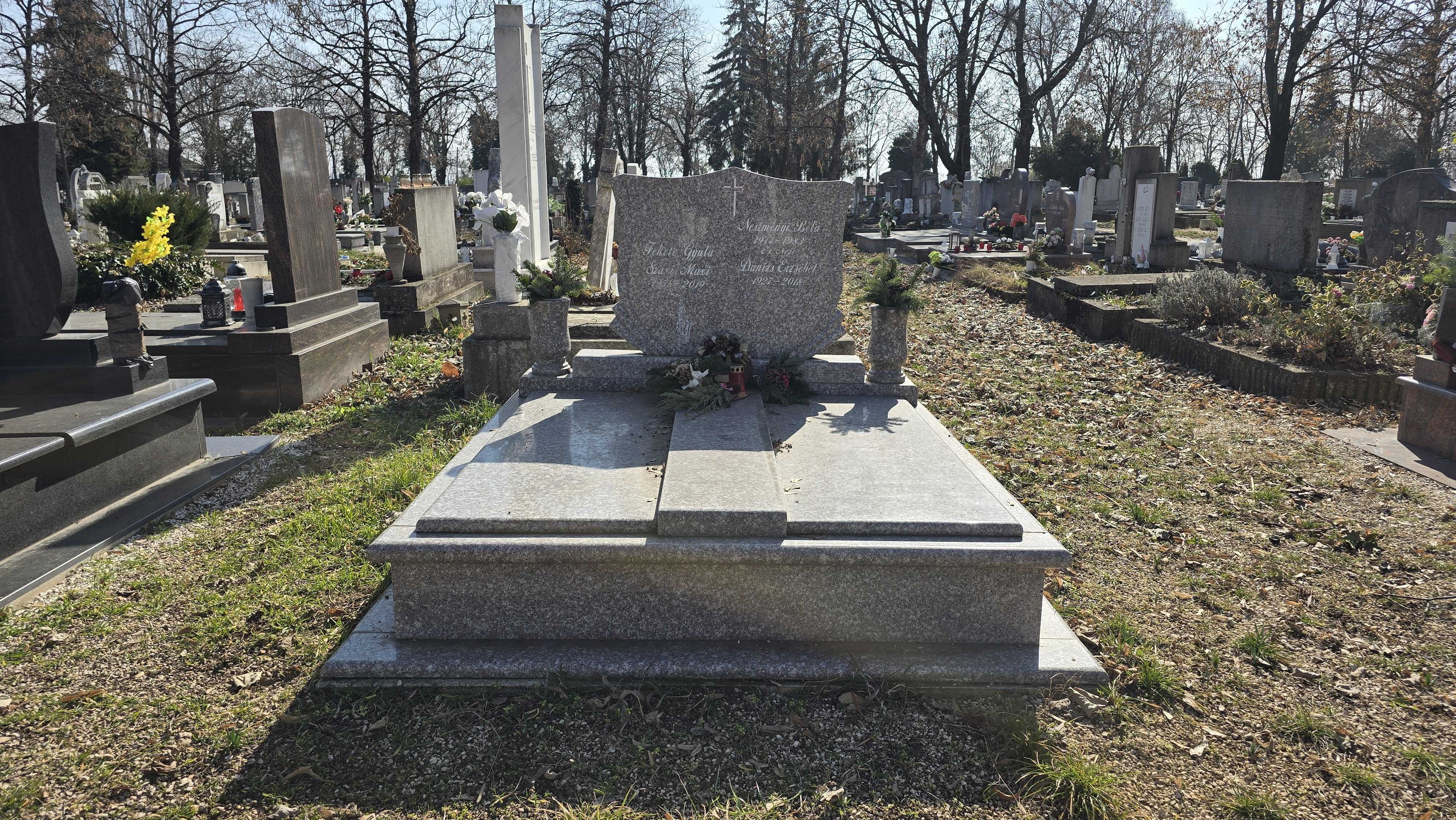
Fekete Gyula sírja a Cinkotai temetőben

2019-ben hunyt el, mindössze öt nappal a 68. születésnapja előtt.

## Önálló albumai
- Rock 'N' Roll Maximix (1990) Pepita SLPM 37450
- Rock 'N' Roll randevú (1994) Maximusic
- Ami jó, az jó (2006) Maximusic HMCD0615